# Дитяча вечірка

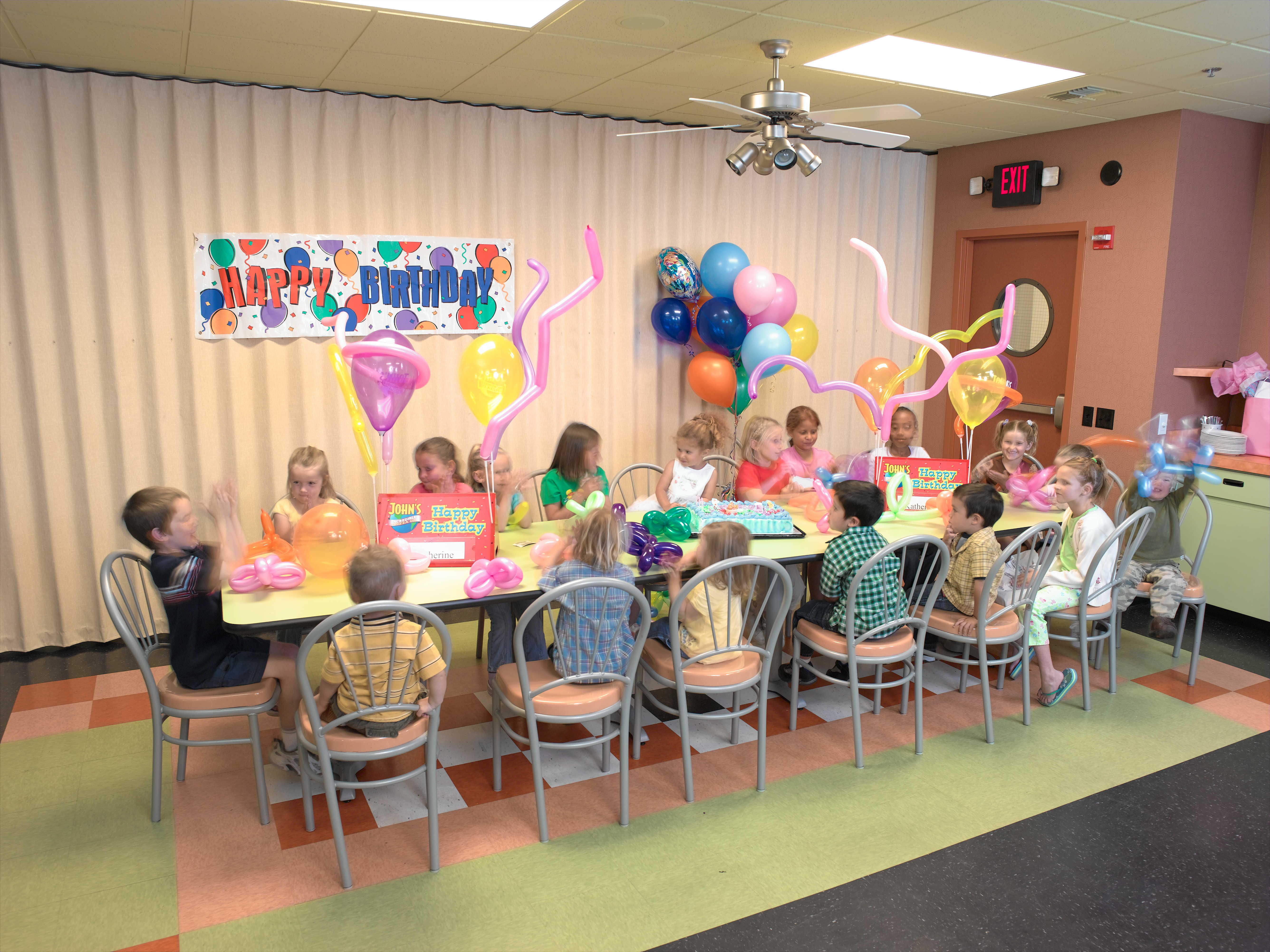
Дитяча вечірка

Дитяча вечірка — вечірка для дітей, наприклад, день народження або чаювання. З часів середньовіччя діти одягалися у спеціальні костюми для таких випадків.
Дитячі дні народження виникли в Німеччині та називалися kinderfeste.
Підприємства, які планують або організують дитячі свята, стали більш поширеними на початку 2010-х років.